# João Carlos Martins
João Carlos Gandra da Silva Martins (ur. 25 czerwca 1940 w São Paulo) – brazylijski pianista i dyrygent.

## Zarys biografii
Debiutował w Bostonie w 1969. Został okrzyknięty jednym z najlepszych interpretatorów Jana Sebastiana Bacha po Glennie Gouldzie. Dokonał nagrania wszystkich dzieł Bacha na instrumenty klawiszowe. W związku z postępującym niedowładem, zwłaszcza prawej ręki, kontynuuje działalność jako dyrygent oraz pedagog. Zasiada w jury Międzynarodowego Konkursu Bachowskiego w Lipsku.
W 1998 artysta został odznaczony brazylijskim Orderem Zasługi dla Kultury. O historii Martinsa nakręcony został film dokumentalny Die Martins-Passion (Niemcy, 2004).